# مقتل شيماء العوادي

شيماء العوّادي قتلت في 21 مارس 2012 في إلكاهون، كاليفورنيا في سان دييغو الكبرى.
وكانت مواطنة أمريكية تبلغ من العمر 32 عاما والتي كانت قد هاجرت من العراق في وقت مبكر من التسعينيات.
تعرضت للضرب حتى الموت في منزلها. على الرغم من وفاتها كان ينظر في البداية باعتبارها جريمة كراهية,
واتهم زوجها البالغ من العمر 48 عاما في نهاية المطاف بقتلها. وكان قد أدين بتهمة القتل وحكم عليه بالسجن 26 سنة إلى السجن مدى الحياة.

## الخلفية
هربت عائلة العوّادي من العراق بعد قمع حكومة صدام حسين للانتفاضة الشعبانية، واستقروا في ديترويت في عام 1993.
انتقلوا إلى سان دييغو في عام 1996.
شيماء كانت ربة منزل تطوعت في مسجد محلي، وكان لها خمسة أطفال.
زوجها وإخوانه عملوا في تدريب الجنود في الجيش الأمريكي الذي كان من المقرر أن يتنشروا في منطقة الشرق الأوسط.

## الوفاة
وجدت ابنة شيماء البالغة من العمر 17 عاما فاطمة لها فاقدا للوعي، بعد التعرض للضرب بوحشية، على أرضية غرفة الطعام في يوم الجريمة. بجانبها كانت ملاحظة نصها «عودوا إلى بلادكم، أيها الإرهابيين;»
وقد حطموا زجاج الباب. وقد زعم أن ملاحظة مماثلة تركت قبل أسبوع. على الرغم من أن الشرطة لم تكن قادرة على تحديد على الفور ما إذا كانت جريمة كراهية أو لا، الملاحطة قادتهم للنظر في إمكانية أن تكون جريمة كراهية.
تم تحديد سبب وفاة شيماء العوّادي هو التعرض بصدمات الرأس الشديدة. أخذت أسرتها جسدها ودفنت في العراق.

## العاقبة والتحقيق
قارن بعض الناشطين والمعلقين في جريمة إطلاق النار على مارتن ترايفون التي حدثت منذ أقل من شهر في وقت سابق. وقيل إن القلنسوة التي كان يرتديها مارتن تغذي التنميط العنصري التي أدت بمدني مسلح بأطلاق النار على مراهق أعزل. وحجاب شيماء العوّادي على غراره وضع كعلامة كمسلمة بالنسبة للشخص الذي قتلها.
كانت تصور الوفاة في البداية في وسائل الإعلام على أنها جريمة كراهية، ويرجع ذلك إلى ملاحظة تركت بجانب الجسم، وبالتالي كانت عملا من أعمال الإسلاموفوبيا.
أثناء التحقيق، والذي تم بمساعدة الشرطة المحلية من قبل مكتب التحقيقات الفدرالي، وضع، وأفرج عن سجلات عن طريق الخطأ إلى الصحافة مما يدل على أن شيماء العوّادي فكرت في طلب الطلاق والأنتقال. هذا وقضايا الأسرة الأخرى (بما في ذلك رفض ابنتها على المضي قدما في زواج مرتب) قاد الشرطة للنظر في إمكانية أن القتل لم يكن نتيجة جريمة كراهية.
ونظرا لهذه المعلومات، وصفت الوفاة كجريمة كراهية النساء في التايم.
اعتقل قاسم الحميدي، زوج شيماء العوّادي، مساء يوم 8 نوفمبر 2012، واتهم في وفاتها، وفقا لسجلات سجن مقاطعة سان دييغو.
وصدر أمر بحبس الحميدي بلا كفالة، ودافع عن نفسه بأنه غير مذنب في قتل شيماء العوّادي.
تأخرت المحاكمة حتى مارس 2014، في حين ينظر محامي الدفاع من خلال الأدلة.
وخلال المحاكمة، كان التركيز من بعض الشهادات على تصرفات ابنته فاطمة، قبل وفاة شيماء،.
في أبريل 2014، تم وجود الحميدي مذنباً بتهمة القتل; وفي يونيو عام 2014، حكم عليه بـ26 عاما إلى مدى الحياة.